# Медяник Владислав Васильович
Владислав Васильович Медяник (нар.. 28 січня 1957 року, Красноярськ, Російська РФСР, СРСР) — російський виконавець шансону, здобув популярність як Слава Медяник. Лауреат премій «Шансон року».

## Дитинство і юність
Народився 1957 року в Красноярську. За бажанням батька, офіцера КДБ, Владислав вступив до хорової студії Красноярського крайового хору, згодом став солістом хору. Був дипломантом Республіканського конкурсу піонерської пісні. У хоровій студії навчався також по класу баяна.

## Кар'єра
У 1972 році Медяник створив свій ансамбль, але серйозна музична кар'єра почалася пізніше — після зустрічі з Аркадієм Северним. Починаючи з 1977-го року Слава Медяник починає виступати в ресторанах міста Ізмаїл, де став одним з найвідоміших виконавців. До кінця 1980 року був запрошений як вокаліст до Чернівців, у групу «Жива вода». Після розпаду групи знову повернувся до Ізмаїла, де виступав і одночасно навчався в місцевому педагогічному інституті. У 1983-му році повернувся до Красноярська, де відкрив студію звукозапису, тиражуючи касети.
У 1985 році почав виступати в складі групи «Візит».
З 1989 року співає сольно, записуючи перший студійний альбом «Песни с обочины 2» («Песни с обочины 1» записувався на домашній апаратурі). Деякий час проживав у США, де його перший альбом і другий «Каліфорния», стали вельми успішними. У США деякий час займався ресторанним бізнесом.
Владислав Медяник — учасник щорічної Національної Премії Шансон Року в Кремлі 26 березня 2011.
Премія Радіо Шансон «Шансон року» (20 квітня 2019) — за пісню «Заедьте к Маме».
Премія Радіо Шансон «Шансон року» (5 червня 2021) — за пісню «Тяжело седому пацану».

## Дискографія
- 1988 — Песни с обочины
- 1990 — Песни с обочины 2
- 1991 — Калифорния
- 1996 — Шкурный вопрос
- 1997 — Эх, жизнь моя
- 2000 — Аллилуйя
- 2001 — Се-ля-ви
- 2003 — От сумы да от тюрьмы
- 2008 — Пролито вино
- 2011 — Планета счастья
- 2015 — Душа
- 2015 — Об истине (на вірші «Япончика» (В'ячеслава Іванькова))

## Сингли
- «Днепропетровская братва»
- «Калифорния»
- «Мы-волки…»
- «Се-ля-ви»
- «Тяжело седому пацану…»

## Кліпи
- Аллилуйя (1998)
- Ангел снов (2001)
- Мы-волки (2002)
- Тяжело седому пацану… (2020)